# 8 век пр.н.е.

## Събития
- 776 пр.н.е. Според историка Тимей в Олимпия се провеждат първите Олимпийски игри
- 775 пр.н.е. В Древен Китай е регистрирано първото слънчево затъмнение
- 754 пр.н.е. – Финикийците основават Сус, днешен Палермо – столица на Сицилия
- 753 пр.н.е. – Ромул и Рем основават Рим

## Личности
- Ромул и Рем, родени през 771 пр.н.е. и починали съответно през 717 пр.н.е. и 753 пр.н.е.